# Kurilský bobtail
Kurilský bobtail je poměrně nové kočičí plemeno vyšlechtěno z kočky domácí, které je původem z Kurilských ostrovů. Toto plemeno za samostatné pokládají organizace TICA i FIFe, ale CFA ho neuznává.

## Charakteristika
Kurilský bobtail je známý hlavně díky svému krátkému ocasu, který měří 5 až 12 centimetrů. Může být polodlouhosrsté i krátkosrsté. V jednom vrhu se obvykle narodí 2 až 3 koťata. Průměrný věk dožití je 15–20 let díky tomu, že plemeno bylo vyšlechtěno v přírodě.
Je podobné plemeni japonský bobtail.